# John D. Strong
John Donovan Strong (Lawrence, 15 gennaio 1905 – Amherst, 28 marzo 1992) è stato un astrofisico e meteorologo statunitense.
Fu professore di fisica e astronomia dal 1967 al 1975 e uno degli scienziati che si occuparono di ottica più importanti al mondo. È noto per essere stato il primo a rilevare il vapore acqueo nell'atmosfera di Venere e per lo sviluppo di una serie di innovazioni in dispositivi ottici (tra cui miglioramenti sul telescopio a specchi e rivestimenti anti riflesso).

## Biografia
Strong si laureò all'Università del Kansas (1926) e alla Università del Michigan (Master nel 1928 e Ph.D nel 1930). 
Dopo 12 anni al California Institute of Technology e ricerche in tempo di guerra alla Harward University a Cambridge nel Massachusetts sui sistemi a infrarossi, divenne professore e direttore dei laboratori di astrofisica e fisica dell'atmosfera e meteorologia (Astrophysics and Physical Meteorology Laboratories) all'Università Johns Hopkins di Baltimora (Maryland) nel 1946, dove tra l'altro condusse ricerche per conto dell'ONR (Office of Naval Research).
Nella sua carriera John D. Strong pubblicò centinaia di lavori e fu promotore di nuove procedure di fisica sperimentale, nonché autore di tradizionali testi di fisica per uso scolastico o amatoriale. Nel 1959 fu nominato presidente della American Optical Association e brevettò numerose invenzioni per ottica nell'ambito della spettroscopia.
Nel 1977 fu premiato con la SPIE Gold Medal (SPIE è una Società internazionale nata per favorire il progresso delle tecnologie basate sulla luce).
J.D. Strong è presente anche su pubblicazioni AIP (uno dei maggiori produttori al mondo di informazione scientifica nel campo della fisica e le relative scienze; AIP Publishing comprende 17 riviste, tra le quali Physics Today e la serie AIP Conference Proceedings.